# クールスカヤ駅 (環状線)
座標: 北緯55度45分31秒 東経37度39分33秒 / 北緯55.758587度 東経37.65903度
クールスカヤ駅（クールスカヤえき、ロシア語: Курская）は、モスクワ地下鉄5号線環状線の駅。鉄道のクールスキー駅（クルスク行き列車の発着駅）と接続している。
環状線のクールスカヤ駅はアルバーツコ＝ポクローフスカヤ線ともつながっており、そのため環状線の駅の方をアルバーツコ＝ポクローフスカヤ線の駅と区別するためにクールスカヤ・環状線駅と呼ぶこともある。

## 駅の場所
駅の入り口は、クールスキー駅のすぐ北側に位置している。

## 歴史
1950年1月1日、環状線（パールク・クリトゥールイ駅 - クールスカヤ駅 間）の開通とともに開業。1952年1月30日にはクールスカヤ駅からベラルースカヤ駅まで延伸されている。なお、環状線は1954年3月14日に全線が開通し、名前どおりの環状線となった。

## 乗り換え
- クールスカヤ駅（モスクワ地下鉄3号線）
- チカロフスカヤ駅（モスクワ地下鉄10号線）
- クールスキー駅（国鉄線）

## ギャラリー

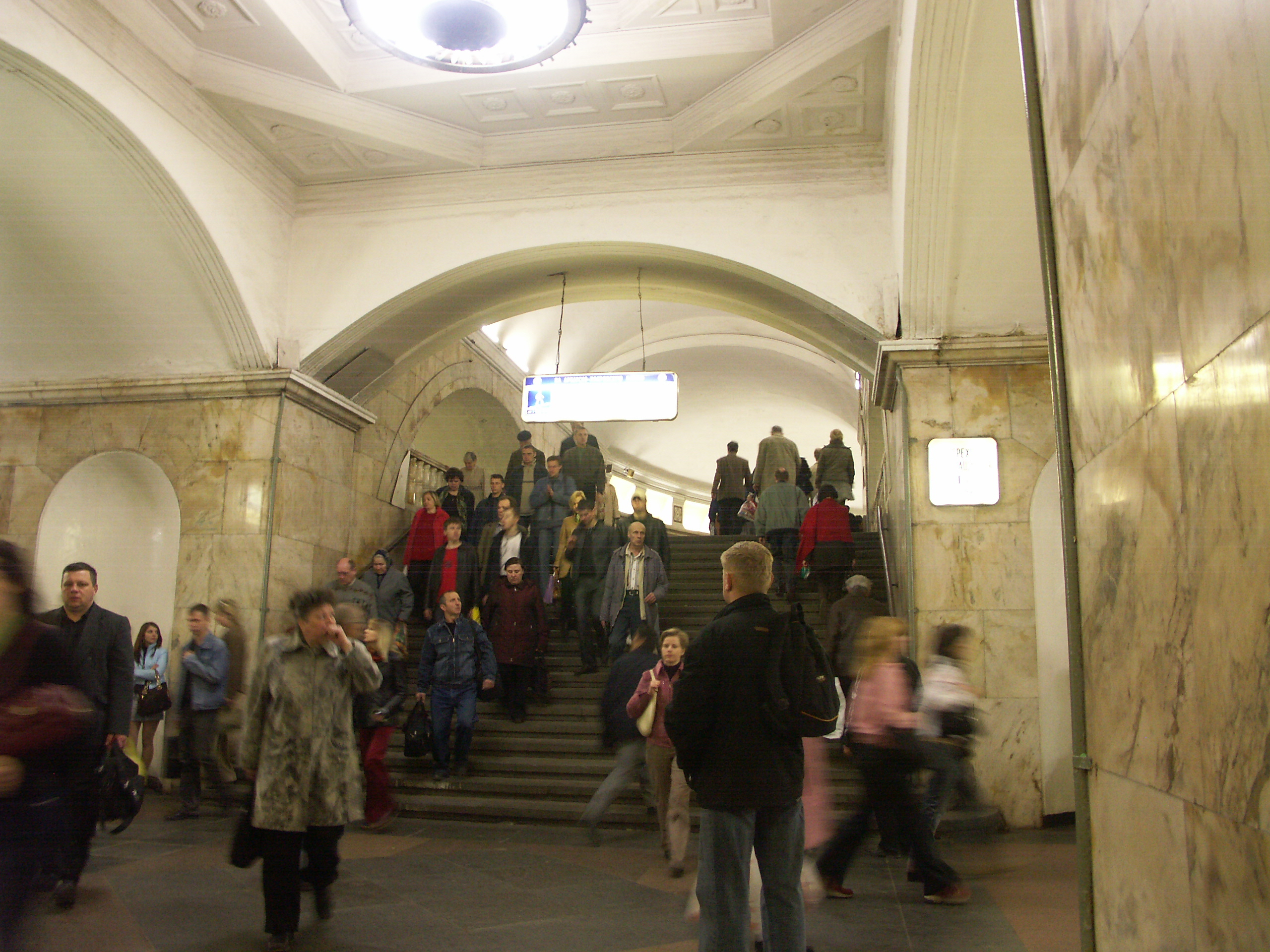
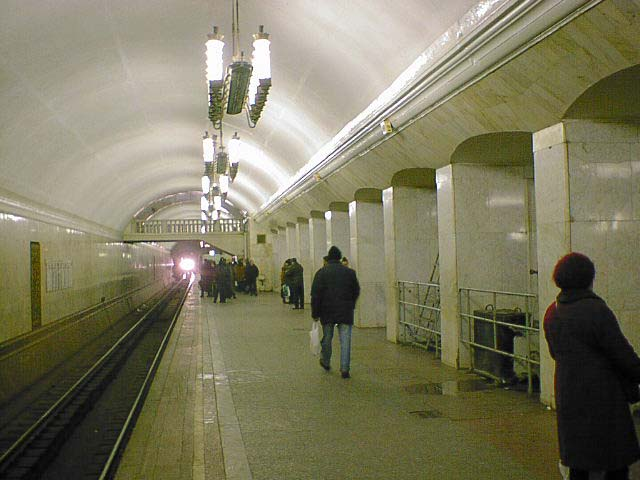
プラットホーム